# Thực dân hóa

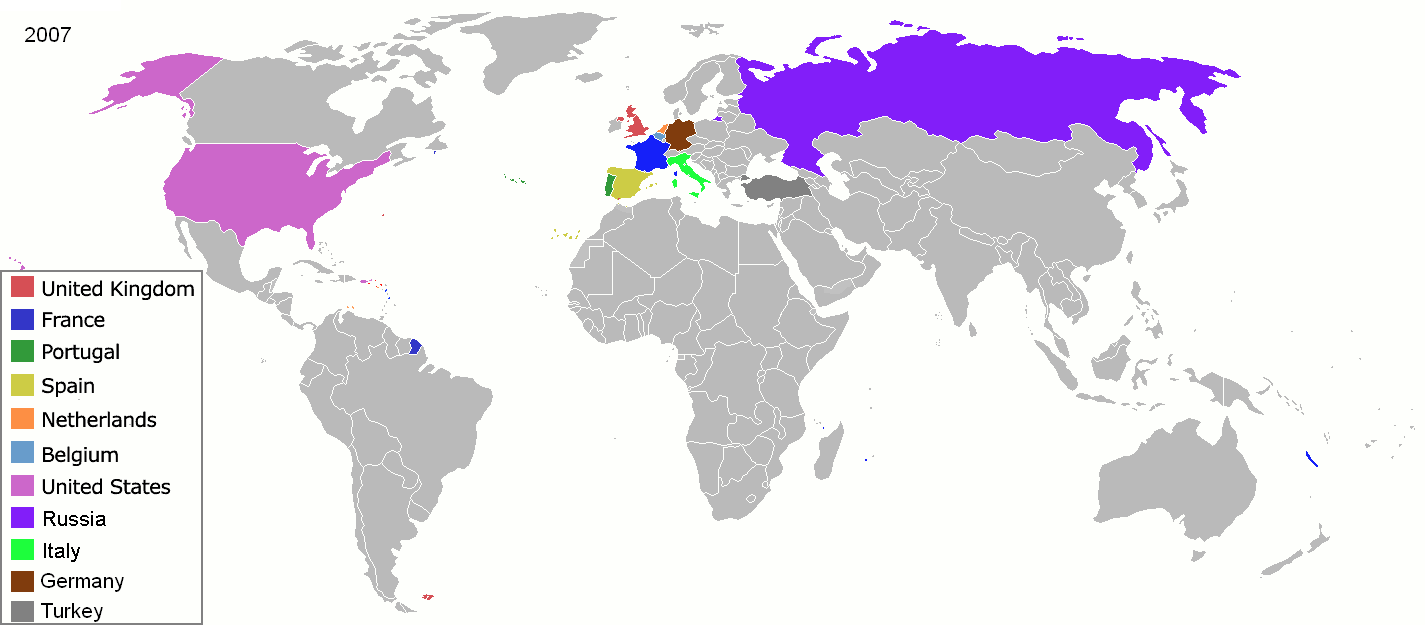
Các đế quốc và thuộc địa năm 2007

Thực dân hóa hay thuộc địa hóa (tiếng Anh: colonization, thương) xảy ra khi có một hay nhiều loài di dân đến một khu vực mới. Cụm từ này có nguồn gốc từ từ Latinh colere, nghĩa là "sinh sống, nuôi trồng, thường trực, trông nom, bảo vệ, tôn trọng, ban đầu được dùng cho con người. Các nhà địa lý sinh vật thế kỷ 19 sử dụng thuật ngữ colonization để mô tả hành vi của các loài chim, vi khuẩn cũng như thực vật. Khái niệm hẹp hơn được đề cập trong chủ nghĩa thực dân của con người, đề cập đến các vấn đề chiếm lĩnh thuộc địa, kinh doanh, đồn điền, và việc chinh phục dân bản xứ.